# 陰阿南魚
陰阿南魚，為輻鰭魚綱鱸形目隆頭魚亞目隆頭魚科的其中一種。

## 分布
本魚分布於澳洲、紐西蘭、新喀里多尼亞、復活節島海域。

## 深度
水深10至30公尺。

## 特徵
本魚體長形，側扁。口小；唇稍厚，內側具縐褶；上下頜前方各有一對向前伸出門狀齒，扁平而有切截緣。體被大或中大鱗。雌魚體色從頭部的橙色逐漸變成至尾部的寶藍色，全身分布數條連接或不相連的縱紋或縱斑，顏色從鑲黑邊的白色至鑲黑邊的寶藍色。背鰭及臀鰭軟條部基底各有一黑色小黑斑，尾鰭具黑色邊緣。雄魚全身為藍灰色，各鱗片具有亮藍色邊緣，頭部及各魚鰭具有藍色及橘色相間的不規則條紋。背鰭硬棘9枚；背鰭軟條12枚；臀鰭硬棘3枚；臀鰭軟條12枚，體長可達24公分。

## 生態
本魚棲息在珊瑚礁或礁石區，屬肉食性，以無脊椎動物為食，常成小群出現。

## 經濟利用
為色彩鮮豔的觀賞魚。